# Franca De Luca
Franca De Luca (...) è un'ex cestista italiana.
Ha giocato in Serie A con il Maurolico Messina.